# Gomelavia
Gomelavia – białoruska linia lotnicza z siedzibą w Homlu. Głównym węzłem był port lotniczy Homel.

## Porty docelowe
- Białoruś
- Grodno (Port lotniczy Grodno)
- Mińsk (Port lotniczy Mińsk)
- Mohylew (Port lotniczy Mohylew)

- Łotwa
- Ryga (Port lotniczy Ryga)

- Niemcy
- Geilenkirchen

- Rosja
- Królewiec (Port lotniczy Kaliningrad)
- Moskwa (Port lotniczy Moskwa-Domodiedowo)